# 星埜禎男
星埜 禎男（ほしの さだお、1926年 - 2004年2月17日）は、日本の物理学者。東京大学名誉教授。中性子回折・散乱研究が専門。
武蔵高等学校を卒業後、1948年3月、大阪大学理学部化学科を卒業。同年、大阪大学理学部副手。1949年4月、東京工業大学理学系助手。1959年4月、東京工業大学理工学部助教授。1960年5月、東京大学物性研究所助教授。1967年1月、同研究所教授。1987年3月に東京大学を定年退職し、同年、東京大学名誉教授となった。同年9月には筑波大学物理工学系教授に就任し、1990年3月に筑波大学を定年退職。
1958年、大阪大学理学博士。論文の題は「アルフア沃化銀の異常結晶構造の研究 」。
1983年から1984年まで日本物理学会の会長を務め、1986年から1989年まで日本結晶学会の会長を務めた。
小学校から高校まで剣道に励み、1975年より再び剣道を嗜んでいた。

## 親族
- 父 星埜守一 （海軍海軍中将・日本製鉄常務）
- 母 栄子

## 著書
- 長谷川洋・星埜禎男・内野倉国光・前田京剛（共著）、大槻義彦（編）『物理学最前線 28』共立出版、1991年。ISBN 978-4320032729
- 星埜禎男（責任編集）『中性子回折』共立出版、1976年。ISBN 9784320030770
- 妹尾学（編）、星埜禎男ほか（共著）『化学におけるランダムプロセス』共立出版、1974年。ISBN 9784320040724